# Atelosticha chrysias
Atelosticha chrysias är en fjärilsart som beskrevs av Oswald Beltram Lower 1901. Atelosticha chrysias ingår i släktet Atelosticha och familjen praktmalar, Oecophoridae. Inga underarter finns listade i Catalogue of Life.